# Jake Angeli
Jake Angeli, pseudônimo de Jacob Anthony Angeli Chansley (Fênix (Arizona), c. 1988,  também conhecido como "Xamã Qanon ", "Xamã Q" e "Lobo de Yellowstone", é um dublador, veterano da Marinha dos EUA, teórico da conspiração americano e ativista de extrema-direita que esteve no assalto ao Capitólio dos Estados Unidos em 2021. Apoiador do presidente dos Estados Unidos Donald Trump e um defensor do QAnon, uma teoria da conspiração que diz que Trump está lutando contra uma conspiração de pedófilos democratas adoradores de Satanás. Foi tratado pela promotoria federal como portador de distúrbios mentais e uso abusivo de drogas.
Depois de ser fotografado participando da invasão do Capitólio, Angeli foi preso em 9 de janeiro sob a acusação federal de "entrar ou permanecer conscientemente em qualquer edifício ou terreno restrito sem autoridade legal, e com entrada violenta e conduta desordeira em terrenos do Capitólio". Ele se declarou culpado de uma única acusação em 3 de setembro de 2021 e em novembro foi declarado culpado e sentenciado a 41 meses de prisão.
Em novembro de 2023, ele se candidatou para cargo congressista na Câmara dos Representantes por Arizona pelo Partido Libertário.

## Invasão ao Congresso e prisão
Angeli foi preso em Fênix no dia 9 de janeiro de 2021 assim que retornou de Washington, D.C. e se apresentou à sede local do FBI; acusado inicialmente de invasão a prédio federal, conduta violenta e conduta desordeira por sua participação na invasão ao Capitólio. Na prisão Angeli ficou sem se alimentar pois, segundo a defesa e sua mãe, Martha Chansley, que o considera um "patriota", ele come apenas alimentos orgânicos; a juíza federal do caso, Deborah Fine, atendeu ao pedido da defesa. Numa avaliação posterior os promotores que analisam o episódio declararam que iriam adicionar aos delitos já configurados também a de que pessoas como Chansley pretendiam "capturar e assassinar funcionários eleitos", baseados em suas declarações. Foi adicionada uma ameaça direta feita por ele ao vice-presidente Mike Pence que dizia:  "é apenas uma questão de tempo, a justiça está chegando", bem como agravada por ações que "envolvem participação ativa em uma insurreição na tentativa de derrubar violentamente o governo dos Estados Unidos".
Após a repercussão de sua imagem na invasão criminosa da sede do legislativo estadunidense, partidários de Trump e conservadores divulgaram o boato de que ele faria parte do grupo fictício Antifa ou do movimento pelos direitos civis Black Lives Matter (BLM), e que agira infiltrado no dia 6 de janeiro como agente provocador. Respondendo ao advogado da campanha de Donald Trump Lin Wood naquele mesmo dia, Angeli escrevera-lhe sobre sua real orientação política: "Sr. Wood. Eu não sou antifa ou BLM. Eu sou Qanon & soldado digital. Meu nome é Jake & eu marchei com a polícia & lutei contra BLM & ANTIFA (em) Fênix".

## Afirmações e crenças
Angeli tem afirmado sua crença de que televisão e rádio emitem "frequências muito específicas e que são inaudíveis" e que "afetam as ondas cerebrais de sua mente". Ele ainda diz acreditar na conspiração de Bilderberg e que maçons construíram a capital dos Estados Unidos segundo parâmetros ("ley lines")  para amplificar o campo magnético da Terra. A respeito da invasão do Capitólio ele declarou: "O que fizemos em 6 de janeiro, de muitas maneiras, foi uma evolução na consciência, porque conforme marchamos pela rua ao longo dessas linhas ley gritando 'EUA' ou gritando coisas como 'liberdade'... estávamos realmente afetando o reino quântico".
A acusação em seu processo criminal declarou que Angeli acredita que é um ser superior, alienígena, e que está destinado a ascender para outra realidade.